# Microsorum maximum
Microsorum maximum är en stensöteväxtart som först beskrevs av Brackenr., och fick sitt nu gällande namn av Edwin Bingham Copeland. Microsorum maximum ingår i släktet Microsorum och familjen Polypodiaceae. Inga underarter finns listade.